# 小山太士

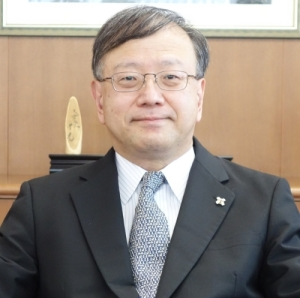
札幌高等検察庁検事長就任時に公開された肖像写真

小山 太士（おやま たいじ、1961年5月13日 - ）は、日本の検察官、法務官僚。法務省大臣官房長、法務省刑事局長、札幌高等検察庁検事長等を経て、大阪高等検察庁検事長。

## 来歴・人物
東京都出身。筑波大学附属駒場高等学校を経て、1986年東京大学法学部卒業。1988年検事任官(司法修習40期)。東京地方検察庁検事、仙台地方検察庁検事、福岡地方検察庁小倉支部検事、大阪地方検察庁検事、法務省大臣官房参事官、法務省大臣官房司法法制部司法法制課長等を経て、2011年法務省刑事局国際課長。2012年法務省刑事局総務課長。2013年法務省大臣官房人事課長。2015年山口地方検察庁検事正。2016年最高検察庁検事。同年法務省大臣官房司法法制部長。2017年最高検察庁検事。2018年法務省大臣官房長。官房長在任中に、オウム真理教教祖松本智津夫ほか6名の死刑が執行された。2019年法務省刑事局長。2020年最高検察庁監察指導部長。同年最高検察庁公安部長。2021年横浜地方検察庁検事正。2022年札幌高等検察庁検事長。2023年大阪高等検察庁検事長。